# Sandefjords prosteri

Prosterier i Tunsbergs stift. Det ljusgula området på kartan är Sandefjords prosteri.

Sandefjords prosteri (norska: Sandefjord prosti) är ett kontrakt (prosteri, norska: prosti) i Tunsbergs stift inom Norska kyrkan. Kontraktet omfattar Sandefjords kommun i Vestfold fylke i sydöstra Norge.

## Socknar
Sandefjords prosteri består av tio socknar (norska: sokn eller sogn) inom Sandefjords kyrkliga samfällighet (norska: kirkelige fellesråd):

### Sandefjords kyrkliga samfällighet
- Andebu socken
- Arnadals socken
- Bugårdens socken
- Høyjords socken
- Kodals socken
- Sandars socken
- Sandefjords socken
- Skjee socken
- Stokke socken
- Vesterøy socken